# STS-61-B
A STS-61-B foi a vigésima terceira missão da NASA a utilizar um ônibus espacial, e a segunda missão da Atlantis.

## Tripulação
| Posição                  | Astronautas       |
| ------------------------ | ----------------- |
| Comandante               | Brewster Shaw     |
| Piloto                   | Bryan O'Connor    |
| Especialista de missão 1 | Mary Cleave       |
| Especialista de missão 2 | Sherwood Spring   |
| Especialista de missão 3 | Jerry Ross        |
| Especialista de carga 1  | Rodolfo Neri Vela |
| Especialista de carga 2  | Charles Walker    |

### Caminhadas no espaço
- Ross e Spring  - EVA 1
- Início do EVA 1: 29 de Novembro de 1985
- Final do EVA 1: 29 de Novembro de 1985
- Duração: 5 horas, 32 minutos

- Ross e Spring  - EVA 2
- Início do EVA 2: 1 de Dezembro de 1985
- Final do EVA 2: 1 de Dezembro de 1985
- Duração: 6 horas, 41 minutos

## Hora de acordar
- 2° Dia: Speak to Me, da banda Pink Floyd.
- 3° Dia: Wouldn't It Be Nice, do grupo The Beach Boys.
- 4° Dia: Singing Winds, Crying Beasts, da banda Santana.
- 5° Dia: Mon credo, de Mireille Mathieu.
- 6° Dia: On the Greek Side of My Mind, de Demis Roussos.
- 7° Dia: Intan of Cursis, de Zubin Mehta.

## Principais fatos
O ônibus espacial Atlantis decolou do Pad A, Launch Complex 39, no
KSC, às 7:29 p.m. EST de 26 de Novembro de 1985, sendo o segundo lançamento noturno no programa de ônibus espaciais e o segundo voo do Atlantis. A carga primária de três satélites de comunicação foi lançada com sucedo, e uma demonstração maior das técnicas de construção de estruturas em órbitas foi realizada com sucesso. Esta atividade foi filmada pela câmera IMAX de filme largo montada no compartimento de carga, obtendo uma excelente cobertura. Três experimentos localizados no compartimento pressurizado do grupo também foram completados, com boas informações obtidas. A aterrissagem ocorreu no Edwards AFB, às 4:33 p.m. EST de 3 de Dezembro de 1985, após uma missão com duração de 6 dias, 21 horas, e 5 minutos.
Os membros do grupo eram Brewster H. Shaw, Jr., comandante; Bryan D. O'Connor, piloto; Mary L. Cleave, Sherwood C. Spring e Jerry L. Ross, especialistas da missão; e Rodolfo Neri Vela, do México, e Charles Walker, McDonnell Douglas, especialistas da carga. Os satélites lançados foram o Aussat A2 e o Morelos II e sendo em cada caso o segundo de sua série. Ambos eram satélites Hughes HS-376 equipados com um propulsor PAM-D para atingirem a órbita geossíncrona de transferência. A terceira nave espacial era o Satcom K2, uma versão do RCA 4000 series. a RCA American Communications possuía e operava o sistema de satélites do qual Satcom K2 faz parte. Ele era preso a um propulsor PAM-D2, uma versão maior do PAM-D. Este foi o primeiro voo deste propulsor em um ônibus espacial.
Após seus lançamentos bem sucedidos, os foguetes dos satélites foram disparados para levá-los a suas órbitas geosísncronas de transferência. Seus respectivos proprietários então assumiram o controle, e posteriormente dispararam os motores de chute no apogeu, de modo a circularizar as órbitas e alinha-los com o equador.
O Satcom K2 possui 16 canais e opera inteiramente na faixa Ku (14/12 GHz). Cada canal possui uma potência de saída de saída de 45 watts e uma largura de banda de 54 MHz, o suficiente para tornar a recepção prática para uma antena comercial de até três pés de diâmetro. Esta foi a primeira de três naves espaciais a formar um sistema completo operacional. As áreas planejadas para serviços futuro eram as casas que não podiam receber serviços de televisão a cabo, complexos residenciais multi-unitários tais como condomínios e prédios, hotéis, hospitais e escolas; e um programa de sindicação para a transmissão de programação sensível ao tempo para as empresas de televisão comerciais.
Um item de interesse primário era o EASE/ACCESS, um experimento em montagem de grandes estruturas no espaço.  ACCESS era uma grande torre composta de muitas pequenas estruturas e nós. O EASE era uma estrutura geométrica como o formato de uma pirâmide invertida, composta de algumas pequenas barras e nós. Juntos eles demonstraram a viabilidade de construir grandes estruturas pré-formadas no espaço. A câmera IMAX montada no compartimento de carga filmou as atividades dos astronautas durante o trabalho no EASE/ACCESS, assim como outras cenas de interesse.
Rudolfo Neri Vela realizou uma séria de experimentos, primariamente na fisiologia humana. Charles Walker novamente operou o Sistema de Fluxo de Eletroforese Contínua, o terceiro voo deste equipamento maior e aprimorado para produzir produtos farmacêuticos em condições de microgravidade. Um experimento em Misturação Difusa de Soluções Orgânicas, ou DMOS, foi operado com sucesso para a companhia 3M. O objetivo é o crescimento de cristais sobre microgravidade que são maiores e mais puros do que qualquer um produzido na Terra. Um pacote Getaway Special no compartimento de carga carregava um experimento de estudantes canadenses para fabricar espelhos em microgravidade com uma performance maior do que os fabricados na Terra.
Todos os experimentos da missão foram realizados com sucesso, e todos os equipamentos foram operados nos padrões estabelecidos.

## Galeria

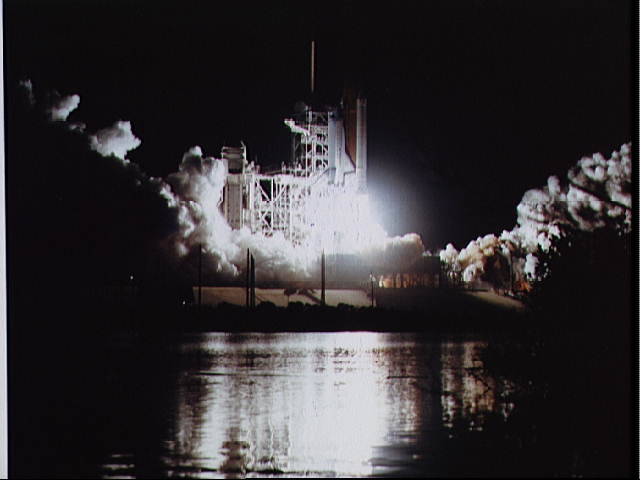
Lançamento noturno do Atlantis.
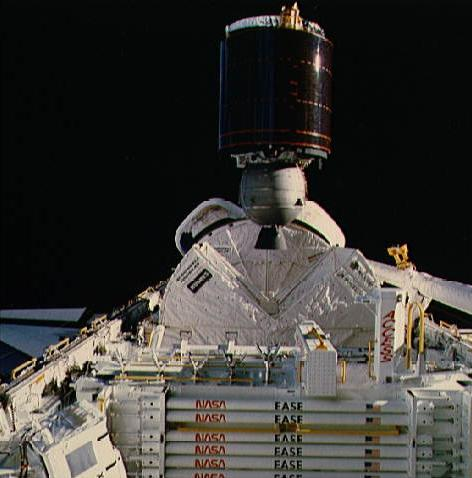
Lançamento do Morelos II.
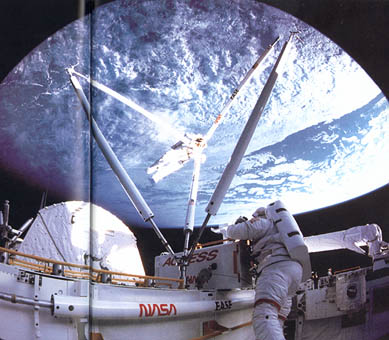
Construção de estrutura de acesso.
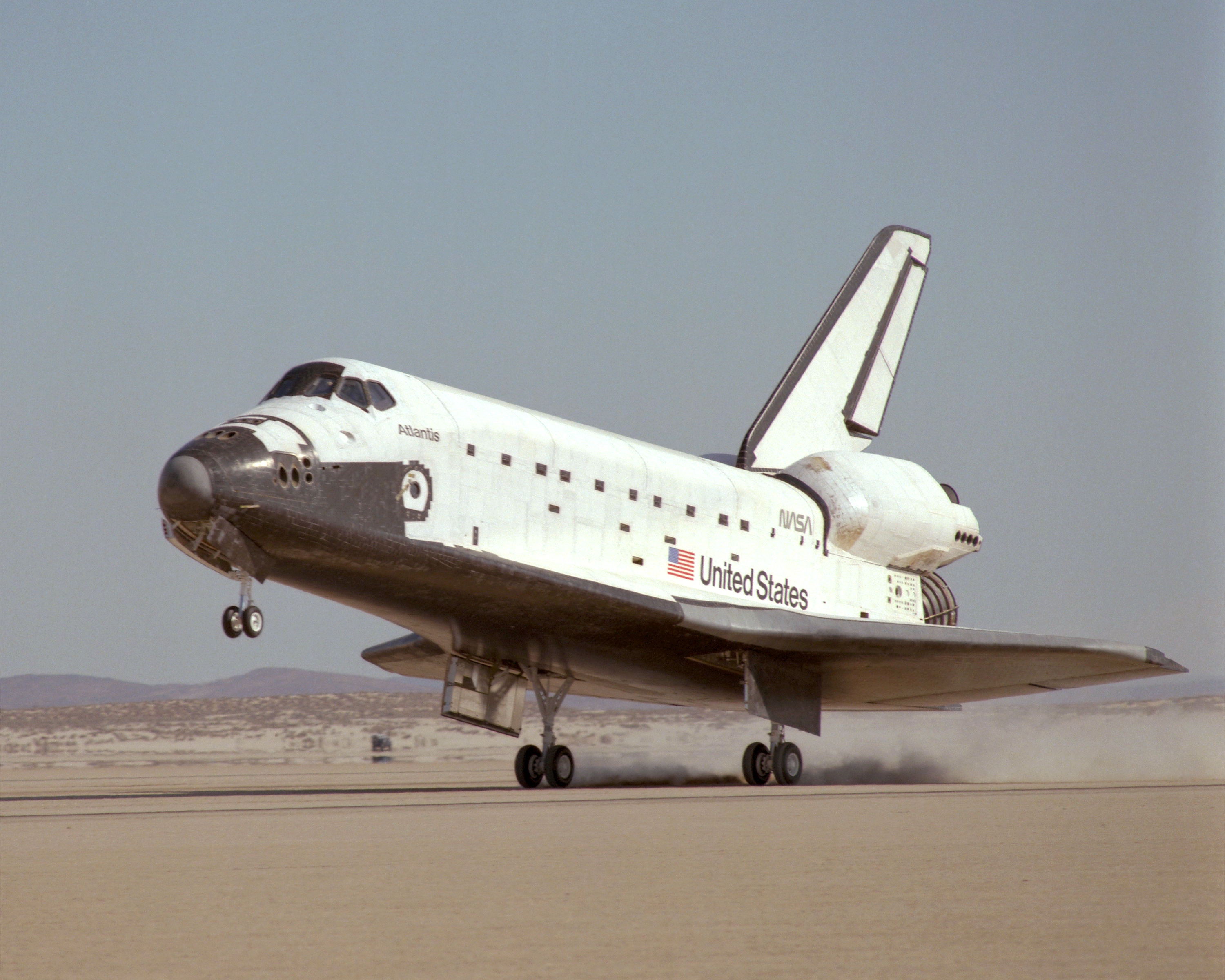
Atlantis pousa na pista da Edwards AFB.